# 현대 카운티 일렉트릭
현대 카운티 일렉트릭은 2020년 6월 29일에 출시된, 15~33인승 중형 버스(마을버스, 어린이 통학용 버스 등)에 고효율, 고출력의 배터리와 전기 모터를 탑재한 중형 전기버스이다.